# Water of Tarf
Das Water of Tarf ist ein Fluss in der schottischen Council Area Angus.

## Beschreibung
Das Water of Tarf entsteht durch den Zusammenfluss der Quellbäche Mid Grain und West Grain am Südhang des 727 Meter hohen Cock Cairn, über dessen Kuppe die Grenze zwischen Angus, dem historischen Forfarshire, im Süden und Aberdeenshire im Norden verläuft. Sein 13 Kilometer langer Lauf durch sein Glen Tarf genanntes Tal, auf dem zahlreiche Bäche einmünden, verläuft vornehmlich in südlicher Richtung. Südlich des Weilers Tarfside mündet das Water of Tarf in den North Esk, der schließlich in die Nordsee entwässert.
In Tarfside, auf Höhe der denkmalgeschützten Tarfside Bridge, welche das Water of Tarf mit einem Segmentbogen überspannt befindet sich die St. Drostan’s Episcopal Church.